# رود واتسیمانیوکی
رود واتسیمانیوکی (انگلیسی: Vatsimanyoki) یک رودخانه در استان مورمانسک کشور روسیه است.